# 越南革命博物馆

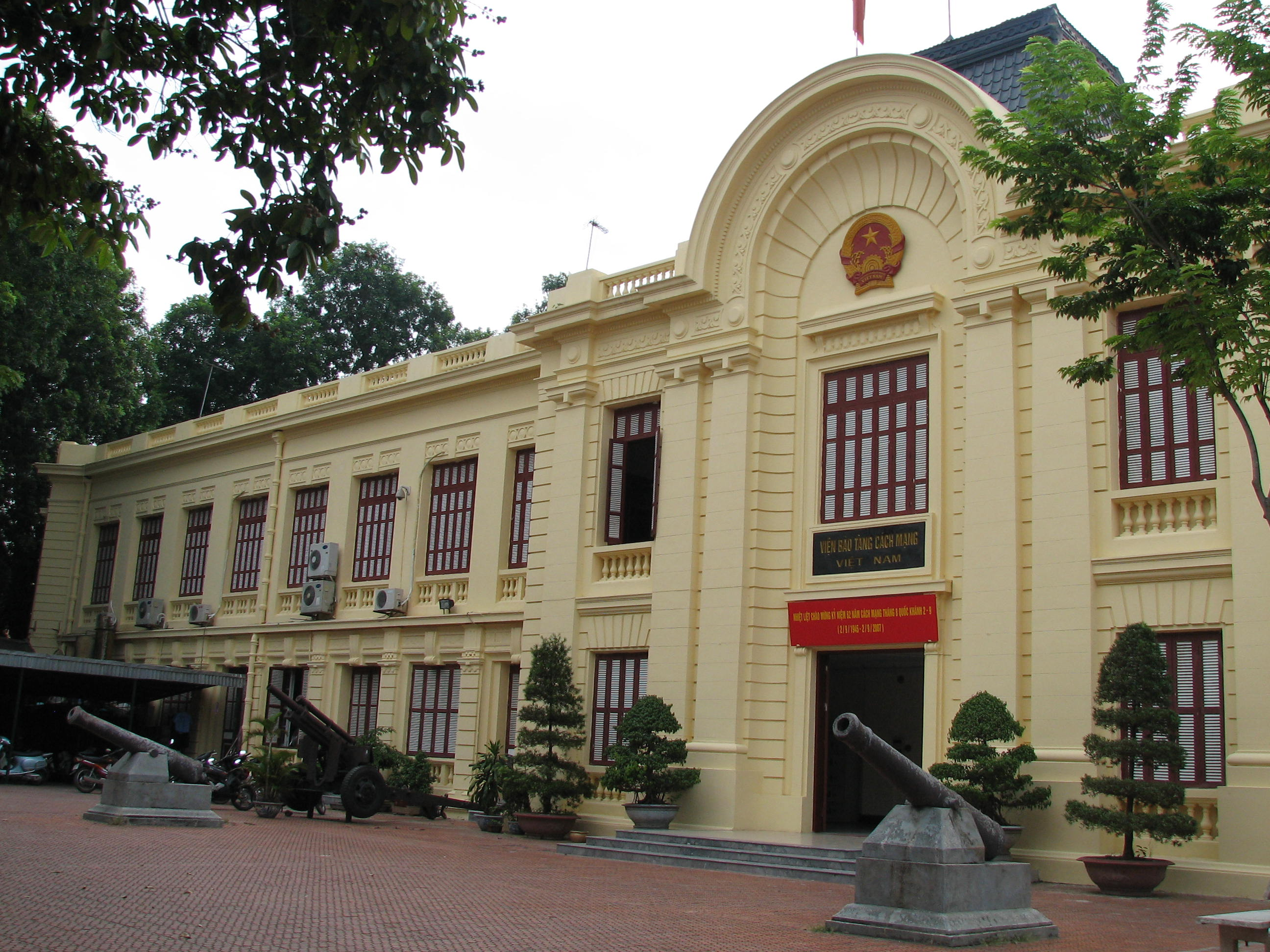
越南革命博物馆

越南革命博物馆（越南语：／）是越南河内的一个博物馆，位于还剑郡钱场坊宗亶街。成立于1959年8月。这是一座建于法国殖民地时期的两层建筑，曾由越南贸易部使用，后被重新设计成30个展厅，拥有超过40,000件历史展品。

## 博物馆主题
- 1858年至1930年期间，越南共产党成立以前，越南人反抗法国军队的民族解放运动
- 1930至1975年，越南共产党领导下的民族独立斗争，
- 1976年至1994年，越南社会主义共和国的社会主义建设。